# Frederick (Dakota Południowa)
Frederick – miasto w Stanach Zjednoczonych, w stanie Dakota Południowa, w hrabstwie Brown.